# サクリファイス (小説)
『サクリファイス』 (Sacrifice) は、近藤史恵による日本の小説。第10回大藪春彦賞受賞作、第5回本屋大賞では第2位に選ばれたほか、第61回日本推理作家協会賞長編及び連作短編集部門候補作にもなった。

## 概要
自転車ロードレースを題材としたスポーツ小説であり、レース中の事故を巡る推理小説でもあり、主人公の心の葛藤が描かれる青春小説でもある。
作者自身はロードレースファンではあるものの、本作の執筆時点でレースを実際に観戦したことはなく、ロードバイクに乗ったこともなかった。
2008年のツール・ド・フランスの生中継の最中に解説者により紹介されるなど、自転車関係者の間でも好評を得た。
外伝も数作発表されているほか、菊地昭夫の作画で漫画化もされた。
2010年には、自転車レースの頂点、ツール・ド・フランスを舞台とした続編『エデン』が刊行された。

## あらすじ
陸上競技から自転車競技へ転向し、プロチームに所属する白石誓。
誓の仕事は、チームのエースの勝利のためにアシストをすること。
エースに付きまとう黒い噂、次期エースを目指す同期のライバル、元恋人との再会、様々な出来事が誓の心を揺さぶる。そして、ヨーロッパでのレース中に悲劇が起こる。

## 登場人物
白石 誓（しらいし ちかう）
チーム・オッジの新人。親しい人からは「チカ」と呼ばれる。身長170cm、体重60kg。
高校時代は陸上の中距離走でインターハイ1位になった実力者だったが、勝利を期待する重圧に耐えられず、偶然夜中にテレビで見たロードレースに惹かれ転向を決める。大学卒業後、チーム・オッジにスカウトされる。
伊庭 和実（いば かずみ）
チーム・オッジの一員。23歳。白石と同時にチーム入りした新人だが、ベテランのチームメイトを追い越し、石尾に次ぐ実力。赤城からは「まるでペタッキかチッポリーニ気取りだ」と揶揄される。
天然の癖毛で童顔に見えるが、口調は辛辣で無駄に敵を作りやすい。
石尾 豪（いしお ごう）
チーム・オッジのエースで日本を代表する自転車選手。33歳。峠を得意とするクライマー。身長162cm、体重52kgと小柄な体格。
3年前、頭角を現し始めた新人を、エースの座を守るために事故に見せかけて再起不能にしたと噂される。
赤城（あかぎ）
チーム・オッジの最年長。36歳。オールラウンダー。7年間、石尾のアシストに徹してきた。
江口（えぐち）
チーム・オッジの一員。白石の1年先輩に当たる。
斎木（さいき）
チーム・オッジの監督。監督就任前からエースの座にいる石尾にはあまり強く言えず、扱いづらく感じている。
初野 香乃（はつの かの）
誓の幼なじみで元恋人。中学生の頃から高校3年まで付き合っていた。白石が試合に行く時いつも「私のために勝って」と言っていた。
マルケス・イグナシオ
スペインのコンチネンタル・プロチーム、サントス・カンタンの選手。
袴田 一平（はかまだ いっぺい）
元チーム・オッジの一員。3年前のレース中に、下り坂で石尾と接触し背骨を強打、下半身不随となる。現在はウィルチェアラグビー（車椅子ラグビー）の選手。

## 漫画
菊地昭夫の作画で漫画化され、『ヤングチャンピオン』（秋田書店）で2008年14号から2009年19号まで連載された。全23話。単行本はヤングチャンピオンコミックス（秋田書店）より全3巻が刊行された。
1. 2009年7月17日発売 ISBN 978-4-253-14528-2
2. 2009年8月20日発売 ISBN 978-4-253-14529-9
3. 2009年9月18日発売 ISBN 978-4-253-14530-5

## 日本国外での刊行
- 韓国
  - 새크리파이스 （2009年4月、出版：シゴンサ、訳：クォン・ヨンジュ、ISBN 9788952755209）
- 台湾
  - 犧牲 （2010年6月、皇冠文化出版、訳：王蘊潔、ISBN 9789573326755）